# Miroslav Slach

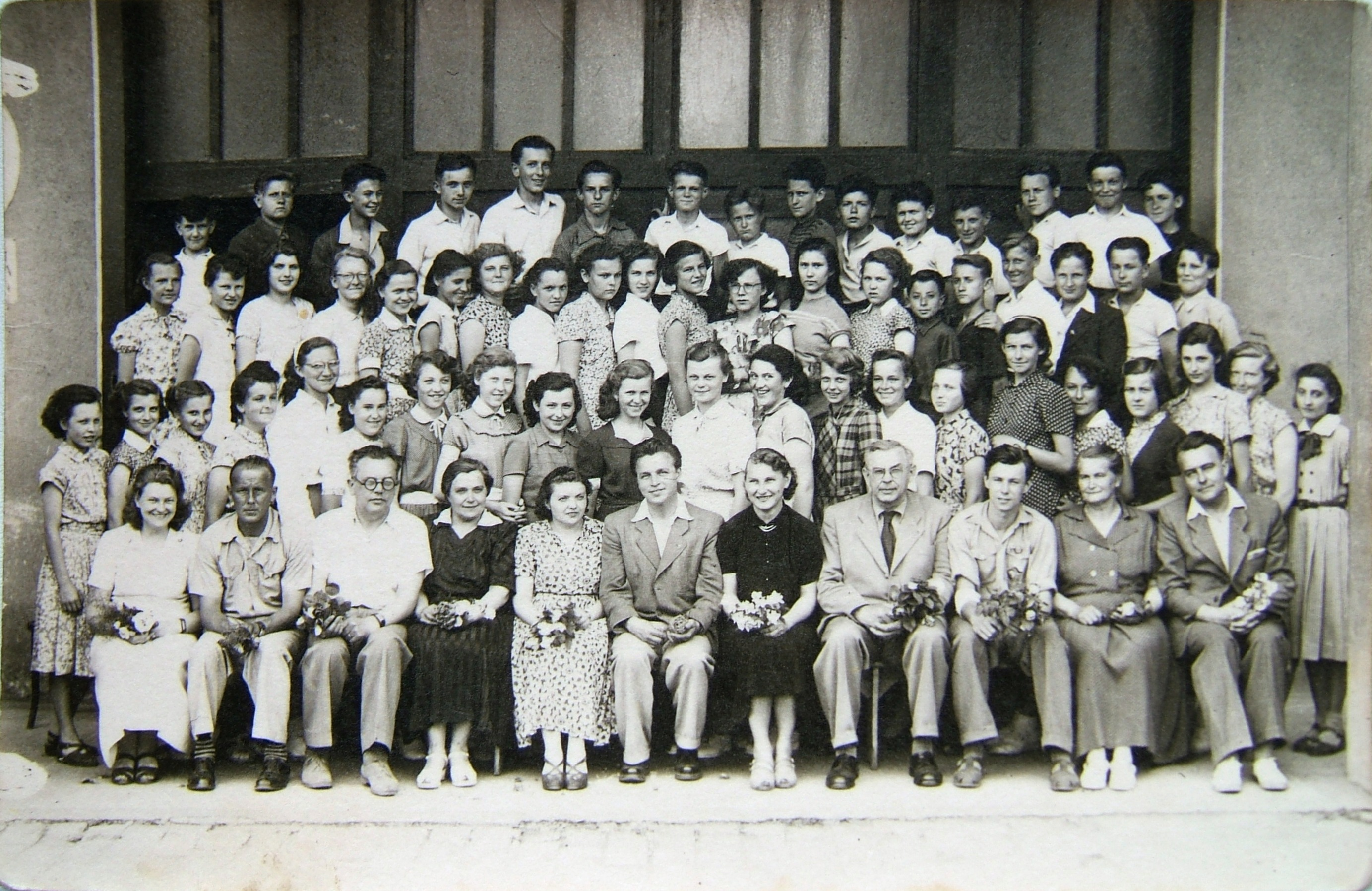
Miroslav Slach vpravo dole

Miroslav Slach (16. března 1919, Tlustice – 31. srpna 2001, Všetaty) byl český učitel, prozaik a dramatik, autor životopisných próz a děl pro mládež.

## Život
Mládí prožil na Slovensku, kde jeho otec působil jako učitel a později ředitel na školách v Rimavské Sobotě, Sabinově a Brezně. Roku 1938 maturoval na reálném gymnáziu v Banské Bystrici. Poté začal studovat na Lékařské fakultě Univerzity Karlovy v Praze, ale po uzavření českých vysokých škol 17. listopadu 1939 byl nasazen na zemědělské práce v Novém Strašecí. Roku 1941 po absolvování Amerlingova učitelského ústavu začal učit na školách v okolí Brandýsa nad Labem (Všetaty, Nedomice, Čakovičky). Roku 1944 byl totálně nasazen jako stavební dělník v Hradci Králové, na konci války se skrýval.
Od roku 1945 učil na měšťanských školách ve Všetatech a Velkém Březně a na Střední průmyslové škole v Mladé Boleslavi. Zároveň vystudoval historii, filozofii a slovanskou filologii na Filozofické fakultě Univerzity Karlovy, kde roku 1948 získal titul doktora filozofie. Od roku 1951 učil na základní škole ve Všetatech, od roku 1954 jako zástupce ředitele a od roku 1979 jako ředitel. V tom samém roce odešel do důchodu a věnoval se výhradně literární práci.
Publikovat začal roku 1939 v různých časopisech a novinách, např. v Ozvěnách domova i světa (zde pod pseudonymem Mirko S. Hron), ve Svobodě, v Rudém právu, Učitelských novinách, Lidové demokracii, Květech a v dalších. Stal se autorem řady původních rozhlasových her (většinou pro mládež) a životopisných próz odehrávajících se většinou 19. století, které zachycují všednodenní a intimní situace historických osobností. Druhou linii jeho tvorby tvoří prózy a hry s dobrodružným dějem tematicky většinou spjaté s druhou světovou válkou.

## Bibiografie

### Rozhlasové hry
- Obraz a skutečnost (1945).
- Děkujeme (1946), námět byl později využit v próze Mariáš s ďáblem.
- ...a Praha daleko (1946).
- Heslo „Santa Maria“ (1947), zpracováno i jako divadelní hra.
- Narodil se básník (1947).
- Dovolená (1947).
- Půlnoční píseň (1947).
- Než ďábel umlkne (1947).
- Než se brány otevřou (1948).
- UB 177 neodpovídá (1949), dobrodružná hra pro mládež.
- Kutnohorští havíři (1956), podle Aloise Jiráska.
- Delfín! (1957), podle novely Julese Vernea Prorazili blokádu.
- Runové kameny (1979)

### Divadelní hry
- Heslo „Santa Maria“ (1947)
- Můj přítel Admirál (1967), dobrodružná divadelní hra pro mládež.
- Bílý jelen (1979), komedie, příběh ze života šlechty na počátku 18. století.

### Próza
- Usměvaví rebelanti (1959), román pro mládež, jehož ústřední postavou je mladý Václav Kliment Klicpera.
- Dostavník do Výmaru (1967), román o poslední lásce Johanna Wolfganga Goetha k mladičké Ulrice von Levetzow. Vyprávění je pojato jako retrospektiva odvíjející se v den sto padesátých básníkových narozenin ve vzpomínkách pětadevadesátileté Ulriky.
- Romance o moudrém vinaři (1972), sbírka třinácti humorně laděných povídek ze života Petra Brandla, Václava Klimenta Klicpery, Františka Škroupa, Johanna Wolfganga Goetha, kancléře Metternicha, Václava Levého a Josefa Navrátila, ve kterých autor sleduje rozmach českého národního obrození na poli kultury. Šest povídek z této sbírky bylo v upravené podobě převzato do souboru Sbohem, letní lásko.
- Mariáš s ďáblem (1975), román, založený na skutečné události, zachycuje akci českých lékařů a vědeckých pracovníků, kteří jako členové protinacistického odboje pronikli koncem dubna 1945 do koncentračního tábora v terezínské Malé pevnosti ve snaze zabránit hrozící epidemii tyfu.
- Zázračný lukostřelec (1976), dvě historické novely. První s názvem Čekání na Romana se odehrává ve středověkém Bardejově, druhá, Zázračný lukostřelec, je situovaná do Mělníka za časů Václava IV.
- Zlaté dukáty (1979), deset pohádek napsaných podle lidových motivů.
- Sbohem, letní lásko (1982), čtrnáct Goethovských miniatur s neotřelými pohledy na pozdní milostný vztah Goetha k mladičké Ulrice von Levetzow.
- Prchavá vůně jasmínu (1983), soubor pěti próz o osudech mladých žen, jejichž sny a plány do budoucna zničila nacistická okupace.
- Sázka na černého koně (1984), dramatický příběh skupiny českých skautů na prázdninovém táboře roku 1938.
- Já básník Naso (1986), román popisující příčiny vypovězení básníka Ovidia z Říma.
- Zapomenout na Monte Carlo (1988), dobrodružný román z prostředí francouzské Riviéry a ostrova Kréty.
- Zeptej se orlů (1989), román pro mládež o mládí Jana Evangelisty Purkyně.
- Světlo v soumraku (1994), vzpomínková publicistická kniha na Jana Palacha, který byl Slachovým žákem na všetatské škole.
- Kůň, panna a víno velké čistoty potřebují (1999), drobné povídky o lidských slabostech a láskách odehrávající se v různých historických obdobích a v různých zemích.
- Můj starý dobrý Orient-Expres (2000), román o životě a díle českého orientalisty Bedřicha Hrozného.
- Kavalíři pouště (2000), literárně zpracované biografie s převahou literatury faktu o českém vědci Aloisovi Musilovi a britském vojákovi s arabistovi Lawrencovi z Arábie.

### Ostatní práce
- Stříbrná píseň (1973), text k fotografické publikaci Marie Hartmanové.
- Neratovice (1977), text k fotografické publikaci Jaroslava Litomiského.
- Kordem a křížem (1994), adaptace románu Henriho de Gorsse a Josepha Jacquina pro mládež.